# Pásovec jedenáctipásý
Pásovec jedenáctipásý (Cabassous unicinctus) je druh pásovce z čeledi pláštníkovití (Chlamyphoridae) obývající podstatnou část severních oblastí Jižní Ameriky západně od And. 

## Systematika
Druh formálně popsal již Carl Linné v 10. vydání Systema naturae v roce 1758. Rozeznávají se dva poddruhy s následujícím rozšířením:
- Cabassous unicinctus squamicaudis Lund, 1845 – jižně od Amazonky;
- Cabassous unicinctus unicinctus Linnaeus, 1758 – severně od Amazonky.

Je možné, že severní a jižní populace reprezentují samostatné druhy. Pásovec jedenáctipásý se řadí do rodu Cabassous v rámci podčeledi Tolypeutinae čeledi pláštníkovitých (Chlamyphoridae).

## Výskyt
Areál výskytu se rozprostírá na východ od And od severní Kolumbie, Peru, Ekvádoru a Bolívie přes Venezuelu, Guyanu, Francouzskou Guyanu a Surinam až po středojižní Brazílii a Paraguay.

## Popis

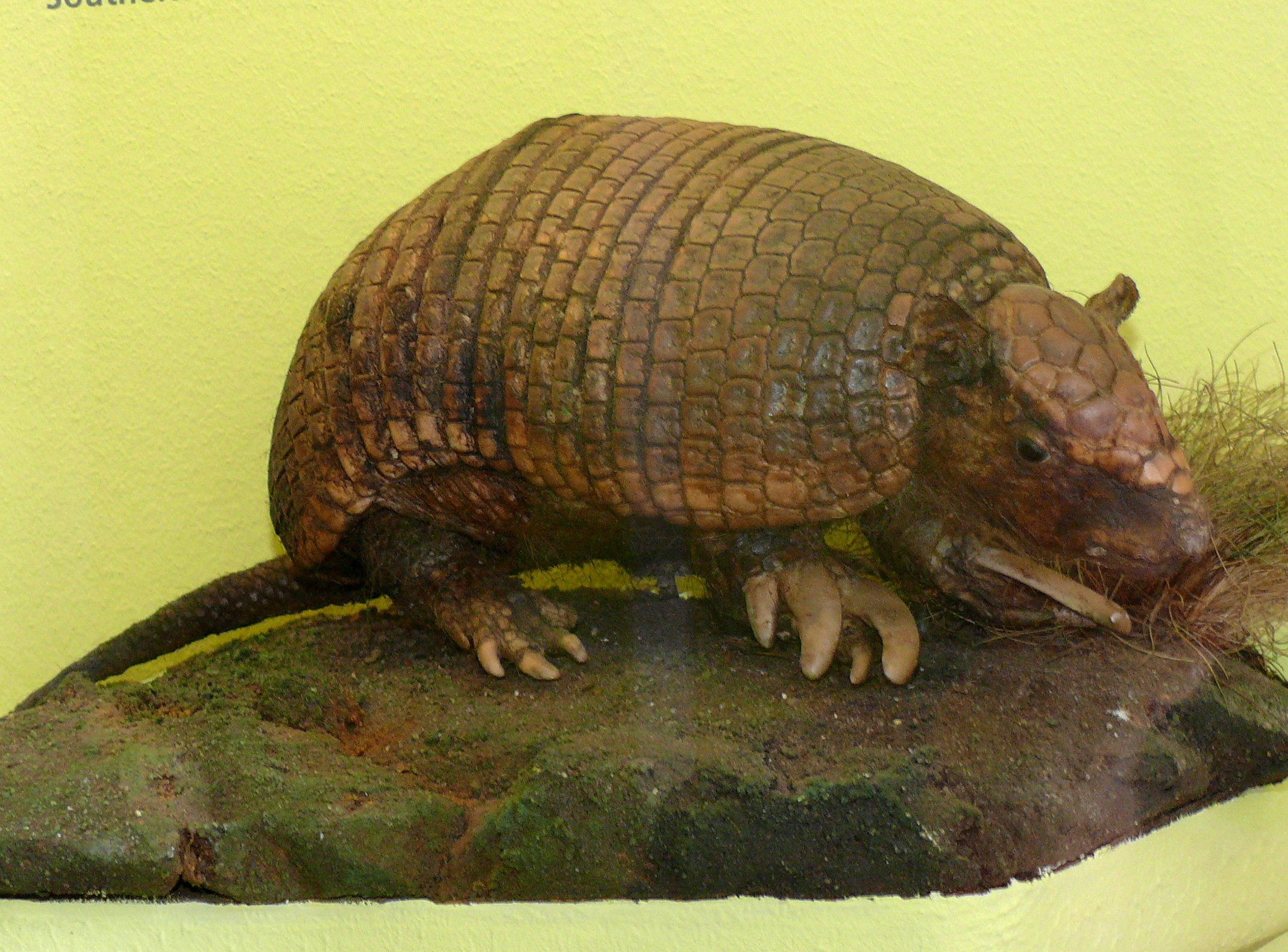
Vycpaný exemplář v německém muzeu Koenig Bonn

Délka těla dosahuje kolem 32–39 cm, ocas je dlouhý asi 12–18 cm. Samice jsou o něco větší než samci. Hmotnost se pohybuje v rozmezí 2,2–4,8 kg. Horní stranu těla pokrývá tmavě šedý krunýř s 10–13 pohyblivými pásy ve střední části těla. Šupiny o velikosti nehtu jsou hranaté. Zadní okraje krunýře pokrývají štětiny. Hlava je široká s tupým nosem a zakulacenýma ušima. Na končetinách má pět prstů s drápy, z nichž zdaleka největší je na prostředním prstu předních končetin.

## Ekologie a chování
Pásovec jedenáctipásý se vyskytuje v široké škále habitatů od deštných pralesů a močálů přes travnaté oblasti po člověkem modifikovanou krajinu. Živí se převážně myrmekofágně, tzn. mravenci a termity, příležitostně sezobne i hmyz. V neotropické oblasti je převážně nočním druhem, avšak na jihu v oblasti brazilského cerrada je aktivní hlavně ve dne. Žije v norách, které si sám hrabe. Vchod do nory je typicky natočen ve směru převládajících větrů a většina nor bývá umisťována přímo v termitištích. Patrně se rozmnožuje po celý rok.  Z brazilského cerrada byla reportována hustota výskytu 0,27 pásovce jedenáctipásého na hektar.

## Ohrožení a ochrana
Mezinárodní svaz ochrany přírody (IUCN) ve své zprávě o vyhodnocení populace pásovce jedenáctipasého z roku 2014 považoval druh za málo dotčený. Jedná se totiž o poměrně běžně se vyskytující zvíře s rozsáhlým areálem výskytu. Populace z jižních částí rozšíření nicméně čelí tlaku lovců.